# ساحل ليوتبولد
ساحل ليوتبولد (بالألمانية: Prinzregent-Luitpold-Land)‏ هو الجزء الممتد من ساحل كوتس لاند من محيط Hayes Glacier، عند 27 ° 54′غربا، إلى 36 °غربا، والذي يعد الحد الشرقي لجرف فيلشنر الجليدي، اكتشفه فيلهلم فيلتشنر، قائد البعثة الألمانية الثانية للقطب الجنوبي، 1911-12، وسمي على اسم لويتبولد، أمير بافاريا.